# Георги Зимбилев
 Тази статия е за просветния деец.  За хайдутина вижте Георги Зимбилев (войвода).  
Георги Иванов Зимбилев или Георги Даскала е изтъкнат български възрожденски просветен деец и участник в църковно-националните борби на българите в Източна Македония, един от най-известните възрожденски учители в Неврокопско, Драмско, Мелнишко и Зъхненско.

## Биография
Роден е в 1820 година в неврокопското село Либяхово, Неврокопско, тогава в Османската империя, в семейството на Иван Зимбилев Коджабашията - кмет на Либяхово. Учи в Либяхово, а по-късно в училището към Серския манастир „Свети Йоан Предтеча“, в който игумен е Теодосий Гологанов. След това завършва гръцка прогимназия в Сяр, където учи и турски език. По-късно става учител в Либяхово.
Първоначално Зимбилев преподава на гръцки език. През 1851 година прави опити за създаване на новобългарско училище в Либяхово и е първият учител в Източна Македония, който започва борба за замяна на езика на преподаване и богослужение с български. През 1852 година заминава за Драмско и Сярско, където също работи за налагане на българщината. Преподава гръцки език в Серския манастир. Преподава в голямото село Просечен от 1851 до 1855 година, като е канен от много села. През учебната 1855 – 1856 година е учител в гръцкото село Кюпкьой.
През 1856 – 1857 година Зимбилев се завръща като учител в Либяхово и започва да въвежда българския език в учебния процес, като работи за това предпазливо и методично. В Либяхово Зимбилев за първи път въвежда изучаването на граматика, история, география, краснопис и аритметика. Негови ученици там са Спас Прокопов и Атанас Поппетров – също бъдещи видни просветни дейци. В 1857 – 1861 година преподава също вече на български език в Гайтаниново, първоначално в къщата на Вълчо Сарафов, а по-късно е инициатор за събирането на пари и построяването на нова модерна училищна сграда.
В 1860 година заради насаждането на българщината в Неврокопско е заплашван и в крайна сметка отвлечен от училището по поръка на гръцките духовни власти. След освобождаването си, приема новата покана от Просечен, и от есента на 1861 година започва да преподава там. В Просечен, въпреки огромната съпротива на гърцизма, също успява да създаде новобългарсок училище. Поддържа кореспонденция със Стефан Веркович, с когото се запознава, докато е учител в Серския манастир, и му сътрудничи за издирване на фолклорни материали. Под негово влияние през есента на 1861 година прави първото историко-географско описание на Неврокопско, което в 1889 година Веркович публикува в „Топографическо-этнографическій очеркъ Македоніи“. Установява връзка със Сава Филаретов, който го насърчава в разпространението на българското образование в Неврокопско. Поддържа връзка и с проветния деец Иван Балабанов, Теодосий Гологанов и архимандрит Исая Серски, с които обсъжда образователни проблеми. Зимбилев разнася български вестници и книги. Зимбилев преподава в Просечен до 1868 година. В 1866 година просеченските български първенци му издават специално свидетелство, в което отбелязват най-голямото му старание за напредъка на учениците, както и за приличното му поведение като човек с честен и смирен характер.
В 1868 година постъпва като учител в голямото будно българско сярско село Горно Броди по покана на хаджи Димко Хаджииванов и със съгласието на владиката Неофит Серски. В Броди Зимбилев заменя гръцкия език с български по желание на самите първенци на селото. В Броди даскал Георги Иванов обучава около 400 ученици. При него усвояват обучението на български език и някои учители. Много от неговите възпитаници-учители, като Никола Падарев, Петър Сарафов, Иван Мандиев, Димитър Мандиев и други, също стават общественици и борци за църковно-национална независимост.
През декември 1869 година участва в Народния събор в Гайтаниново, на който е решено да се въведе български език в обучението и да се отхвърли върховенството на Вселенската патриаршия. Съвместно с хаджи Димко Хаджииванов през 1869 - 1870 година обхождат 140 села на Сярската епархия и изготвят народни прошения (махзари) за присъединяването им към Българската екзархия. Махзарите са подписани от всички селища без гръцкото градче Нигрита.
В 1871 година Зимбилев напуска Броди и се връща в Либяхово и се жени за Евгения (Генка). В Либяхово продължава да превежда от гръцки на български неделни, празнични и други евангелия, молитви за
водосвет, кръщение и венчания, слова за празнични дни. В продължение на няколко години събира и обработва демографски и фолклорни материали в Неврокопско, като специално внимание отделя на археологическите паметници. Присъства учителския събор, на който на 6 август 1873 година е основано учителското дружество „Просвещение“.
Заедно с брат си Атанас се занимава и с революционна дейност. Преследван от властите и патриаршиското духовенство след Априлското въстание от 1876 година Зимбилев е принуден три години да се крие. На 20 май 1878 година от името на учителското дружество „Просвещение“, Зимбилев подписва Мемоара до Великите сили с искане за прилагане на Санстефанския договор и неоткъсване на Македония от новосъздадената българска държава. В учебната 1879 - 1880 година е назначен за учител в българското училище във Фенер.
Заболява от тиф и умира на 3 март 1880 година в руската болница в Цариград.
Синът му Иван Зимбилев е български офицер, полковник.
За Георги Зимбилев през 1891 година, изследователят на Източна Македония Георги Стрезов пише:
| „ | Даскал Георги е един от най-старите български учители. Той хвърлил първите семена не само в Неврокопско, но и в Сярско и Драмско. | “ |

През 1922 година, неговият ученик Атанас Поппетров пише за своя учител:
| „ | Блаженопочившия даскал Георги Ив. Зимбилев е първото и най-голямото светило за народа ни в Източна Македония в научно, просветно и народно отношение след 1850-та година. Неговите ученици са твърде много. Посятото от него семе даде изобилни добри плодове в цялата Източна Македония. | “ |

## Родословие
|  |  |  |  |  |  |  |  |                              |                 |                 |                 |                 |                 |  |  | Иван Зимбилев Коджабашията    |                               |                               |                               |                               |                               |  |  |                |                |                |                |                |                |  |  |  |  |  |  |  |  |
|  |  |  |  |  |  |  |  |                              |                 |                 |                 |                 |                 |  |  |                               |                               |                               |                               |                               |                               |  |  |                |                |                |                |                |                |  |  |  |  |  |  |  |  |
|  |  |  |  |  |  |  |  |                              |                 |                 |                 |                 |                 |  |  |                               |                               |                               |                               |                               |                               |  |  |                |                |                |                |                |                |  |  |  |  |  |  |  |  |
|  |  |  |  |  |  |  |  | Атанас Зимбилев              | Атанас Зимбилев | Атанас Зимбилев | Атанас Зимбилев | Атанас Зимбилев | Атанас Зимбилев |  |  | Георги Зимбилев (1820 – 1880) | Георги Зимбилев (1820 – 1880) | Георги Зимбилев (1820 – 1880) | Георги Зимбилев (1820 – 1880) | Георги Зимбилев (1820 – 1880) | Георги Зимбилев (1820 – 1880) |  |  | Петко Зимбилев | Петко Зимбилев | Петко Зимбилев | Петко Зимбилев | Петко Зимбилев | Петко Зимбилев |  |  |  |  |  |  |  |  |
|  |  |  |  |  |  |  |  | Атанас Зимбилев              | Атанас Зимбилев | Атанас Зимбилев | Атанас Зимбилев | Атанас Зимбилев | Атанас Зимбилев |  |  | Георги Зимбилев (1820 – 1880) | Георги Зимбилев (1820 – 1880) | Георги Зимбилев (1820 – 1880) | Георги Зимбилев (1820 – 1880) | Георги Зимбилев (1820 – 1880) | Георги Зимбилев (1820 – 1880) |  |  | Петко Зимбилев | Петко Зимбилев | Петко Зимбилев | Петко Зимбилев | Петко Зимбилев | Петко Зимбилев |  |  |  |  |  |  |  |  |
|  |  |  |  |  |  |  |  | Стоян Зимбилев (1860 – 1912) |                 |                 |                 |                 |                 |  |  |                               |                               |                               |                               |                               |                               |  |  |                |                |                |                |                |                |  |  |  |  |  |  |  |  |
|  |  |  |  |  |  |  |  |                              |                 |                 |                 |                 |                 |  |  |                               |                               |                               |                               |                               |                               |  |  |                |                |                |                |                |                |  |  |  |  |  |  |  |  |
|  |  |  |  |  |  |  |  | Атанас Попов (1884 – 1928)   |                 |                 |                 |                 |                 |  |  |                               |                               |                               |                               |                               |                               |  |  |                |                |                |                |                |                |  |  |  |  |  |  |  |  |
|  |  |  |  |  |  |  |  |                              |                 |                 |                 |                 |                 |  |  |                               |                               |                               |                               |                               |                               |  |  |                |                |                |                |                |                |  |  |  |  |  |  |  |  |
|  |  |  |  |  |  |  |  | Кръстю Попов                 |                 |                 |                 |                 |                 |  |  |                               |                               |                               |                               |                               |                               |  |  |                |                |                |                |                |                |  |  |  |  |  |  |  |  |
|  |  |  |  |  |  |  |  |                              |                 |                 |                 |                 |                 |  |  |                               |                               |                               |                               |                               |                               |  |  |                |                |                |                |                |                |  |  |  |  |  |  |  |  |
|  |  |  |  |  |  |  |  | Атанас Попов (р. 1935)       |                 |                 |                 |                 |                 |  |  |                               |                               |                               |                               |                               |                               |  |  |                |                |                |                |                |                |  |  |  |  |  |  |  |  |